# Malá Dorritka
Malá Dorritka (org. Little Dorrit) je román anglického spisovatele Charlese Dickense, původně vydávaný na pokračování v letech 1855–1857. Jde o sociální satiru na nešvary viktoriánské společnosti, hlavním předmětem kritiky je instituce vězení pro dlužníky.

## Filmová adaptace
- Malá Dorritka (org. Klein Dorrit) – německý film českého režiséra Karla Lamače z roku 1934. V hlavních rolích Anny Ondráková, Fritz Rasp.
- Malá Dorritka – československý film režisérky Věry Jordánové z roku 1967.
- Malá Dorritka (org. Little Dorrit) – britský osmidílný seriál režiséra Diarmuida Lawrence z roku 2008.